# Уйгури
Уйгу́ри (уйг. ئۇيغۇرلار, Уйғурлар, Uyghurlar) — народ тюркського походження, корінний народ Східного Туркестану, тепер Сіньцзян-Уйгурського автономного району КНР. Загальна чисельність перевищує 10 млн осіб, з яких приблизно 9,5 млн осіб мешкає у Сіньцзян-Уйгурському автономному районі, а також в інших регіонах Китаю, зокрема у великих містах. Розмовляють уйгурською мовою, що належить до карлуцької (чагатайської) групи західної гілки тюркських мов.

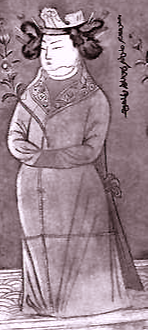
Уйгурська княгиня

Станом на сьогодні, комуністична влада Китаю створила концентраційні табори у Сіньцзяні та здійснює геноцид уйгурського народу, забороняючи використання уйгурської мови, віри та культури.

## Самоназва (етнонім)
Уйгури один з найдавніших тюркомовних народів Азії. Під час третього Уйгурського каганату була прийнята спільна для всього народу назва  — «уйгури».
Абулгазі (1603—1663) у літопису «Родовідне дерево тюрків» вивів термін (етнонім) «уйгур» з тюркського кореня: «Огуз-хан подарував для них найменування Уйгур. Уйгур — тюркське слово, значення якого відоме для всього світу, воно означає прихильник (япишгур)».
За версією М. Кашгарі, самоназва «уйгур» бере свій початок з часів Александра Македонського. Він називав вершників, які йому протистояли в Центральній Азії, «худхуранд», «подібні соколу, від яких на полюванні не міг вислизнути жоден звір». «Худхуранд» з часом скоротилося до «Худхур», а останнє слово перетворилося в «уйгур».

## Історія
Процес формування уйгурського етносу був складним та тривалим. Їхні предки  — кочові племена Східного Туркестану — відігравали значну роль у державі Хунну (III ст. до н. е. — IV ст. н. е.).
У письмових джерелах предки уйгурів згадуються з III ст. (у тому числі в орхонських написах VIII ст.). У III—IV століттях уйгури входили в об'єднання, яке в династичних китайських хроніках мало назву гаоцюй (букв. «високі вози»). У V ст. у китайських джерелах з'являється нова назва цього етносу — теле (тегрег «візники»). Значна група племен теле мігрувала на захід, у степи Казахстану та Південно-Східної Європи. Ті, що залишилися в центральноазійських степах, були підкорені тюрками та увійшли до складу їхньої держави. Основні землі теле були тоді у Джунгарії та Семиріччі. Проте 605 року після зрадницького побиття західнотюркським Чурин-каганом декількасот вождів теле провідник уйгурів вивів племена у Хангайські гори, де вони створили окрему державу, яку китайські історіографи називали «дев'ятьма племенами» (токуз-огузи). З 630 року після падіння першого Тюркського каганату, токуз-огузи вже виступають як значна політична сила, головування всередині якої затвердилося за десятьма племенами уйгурів на чолі з родом Яглакар. У V—VIII століттях уйгури входили до складу каганату жужанів, а потім другого Тюркського каганату. Процес етнічної консолідації уйгурів закінчився у VIII ст. після розпаду Тюркського каганату та утворення Уйгурської ранньофеодальної держави (Уйгурський каганат) на річці Орхон.

### Уйгурський каганат (745—840)
На чолі Уйгурського каганату стояли кагани з роду Яглакар (кит. Yao-luo-ko;745-795). Саме в цей час офіційною релігією в каганаті було визнано маніхейство. 795 року до влади у державі прийшло плем'я едізів (795—840), яке теж прийняло назву Яглакар. На думку Лева Гумільова, цей епізод свідчить про прихід до влади маніхейської теократії. У межах каганату була прийнята загальна для всього населення назва — уйгури. Уйгурський каганат був феодальною державою з першими ознаками осілості уйгурів. Тут досягли певного розвитку скотарство, землеробство, а також ремесла та промисли, розвинулося будівництво міст та фортечних споруд. Як і в попередніх тюркських державах, в Уйгурському каганаті столичні функції виконувала долина річки Орхон (міста Харабалгас та Бешбалик). Попри те, що матеріальна культура уйгурів мала центральноазійське коріння, саме уйгури серйозно культивували у центральноазійських степах осілу цивілізацію. 840 року влада у каганаті на 7 років повернулася до племені яглакар. У 840-і роки внаслідок складних внутрішньополітичних та економічних причин, а також зовнішнього вторгнення давніх киргизів (єнісейських киргизів), з якими уйгури вели двадцятирічну війну, Уйгурський каганат припинив своє існування.

### Держави уйгурів у Східному Туркестані у період Середньовіччя

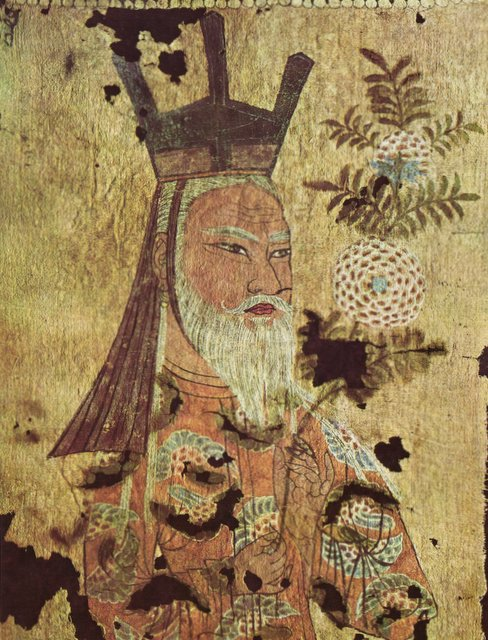
Уйгурський ідикут, держава Кочо, 9-13 ст.ст.

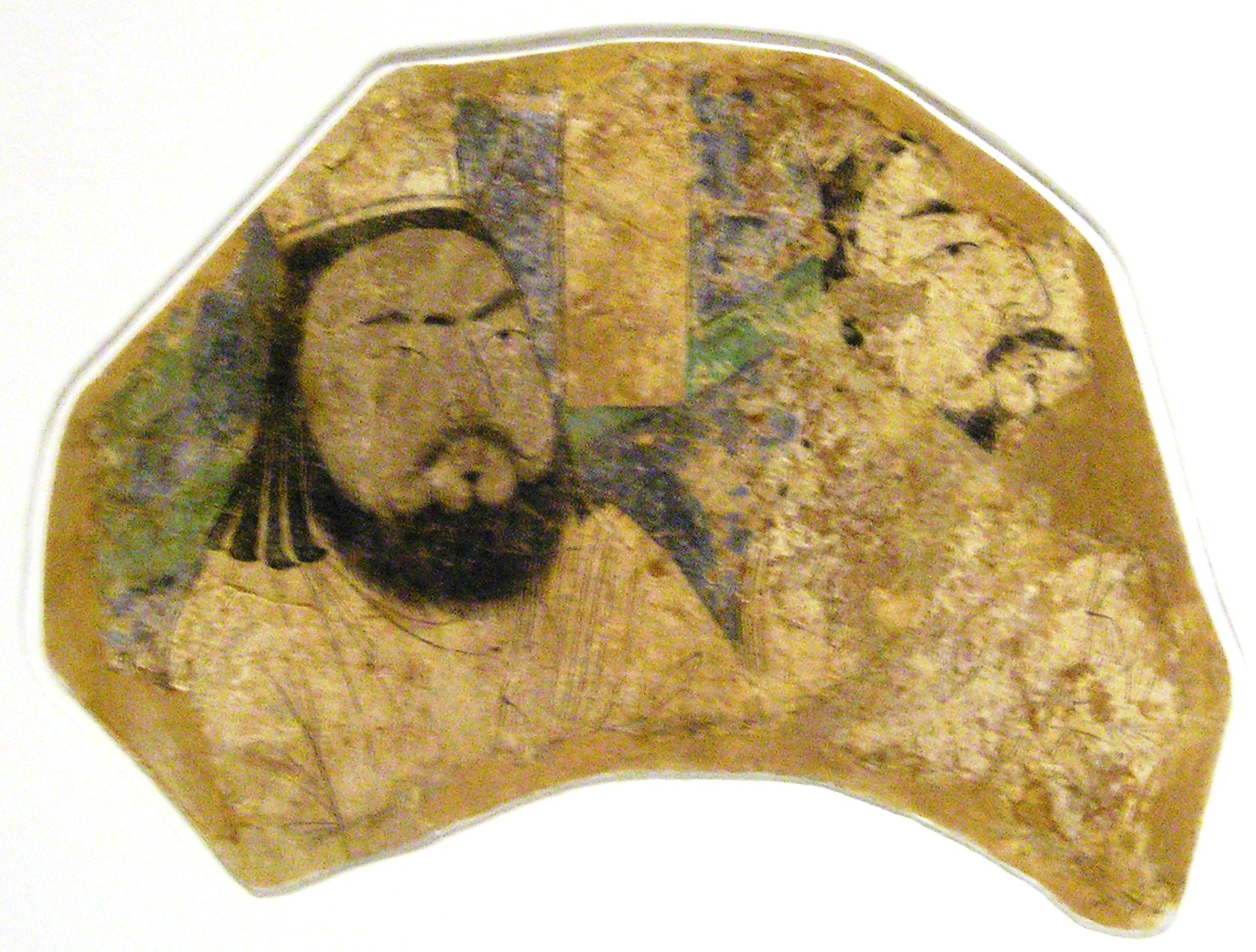
Уйгурський маніхейський жрець, фреска з Кочо, 9-13 ст.ст. З колекції музею індійського мистецтва, Берлін.

Під натиском єнісейських киргизів більша частина уйгурів переселилася у степи Східного Туркестану та в західну частину Ганьсу. На нових землях ними було утворено три незалежні держави — з центрами в Ганьсу поблизу сучасного міста Чжан'є (Ганьсуйська держава ІХ-ХІ ст.), у Турфанській оазі (держава турфанських ідикутів Куча ІХ-XIV ст.) та в Кашгарі (Держава Караханідів ІХ-ХІІІ ст.).
Караханідська держава у Кашгарі та уйгурська держава турфанських ідикутів Куча у Турфані проіснували більш як 400 років.
У Східному Туркестані уйгури поступово асимілювали місцеве, переважно ірано- та тохаромовне населення, передавши йому свою мову і культуру і, у свою чергу, перейнявши у нього традиції ведення оазисного землеробства та деякі види ремесел. У цей час серед уйгурів Турфана, Комула, релігією яких було маніхейство та шаманізм, поширився буддизм, а потім і християнство (несторіанство). Водночас, починаючи з X сторіччя, поміж уйгурів Кашгара, Яркенда, Хотана розповсюджується іслам, який поступово до XVI ст. витісняє інші релігії по всій території Східного Туркестану.
З прийняттям ісламу арабська графіка з часом витісняє давньоуйгурське письмо.
1207 року Уйгурська держава Кочо стає васалом Монгольської імперії, а пізніше — Чагатайського улусу. Після ліквідації улусу в 1346 році та утворення Могулістану стає самостійною державою. Проте довго ця держава не проіснувала. Вже 1368 року вона була знищена Могулістаном.
Караханідська держава припинила своє існування 1212 року під ударами кочових племен найманів. На місці вказаної держави спочатку виник Чагатайський улус (один з улусів Монгольської імперії), а пізніше — Могулістан.
Цим і закінчився період існування середньовічних держав уйгурів у Східному Туркестані.

### Відродження уйгурської державності. Консолідація уйгурського народу. Уйгури у складі КНР
У XIV—XV ст.ст. територія Синьцзяну перебувала під владою держави Могулістан. 1514 року з Могулістану відокремилося Яркендське ханство (Могулія), яке невдовзі, 1544 року, було об'єднане з Могулістаном. А 1596 року Могулія була відроджена. Тепер столицею держави став Кашгар (від чого й друга її назва Кашгарське ханство). Кашгарське ханство проіснувало до 1665 року. У Кашгарії, в Яркенді, де базувалися ставки ханів, знаходилося багато мечетей, медресе, палаців, караван-сараїв. Тут вирувало життя, сюди приїздили торговці з багатьох міст Центральної Азії. На базарах Кашгара та Яркенда можна було зустріти індуса, афганця, перса, які вели торгівлю різноманітними східними солодощами, одягом, матеріалами, предметами вжитку, лікарськими травами, прянощами тощо. У період свого розквіту Кашгарське ханство влючало і колишні території Могулістану (Джунгарія, Семиріччя, Ферганська долина, Іссик-куль), а також Бадахшан, Кашмір та північні території Тибету.
На цей час припадає формування уйгурського народу з новоуйгурською мовою, яка також поширилася у межах території колишньої держави турфанських ідикутів. Політико-адміністративна роз'єднаність упродовж 15-16 ст.ст., а також низка інших причин призвели до того, що етнонім «уйгур» став мало вживатися та був незабаром витіснений релігійною самосвідомістю. Уйгури насамперед називали себе «мусульманами», а також за регіоном проживання і походження — кашкарлик (кашгарець), хотанлик (хотанець) тощо або за родом зайняття — таранчі (землероб).
У XVII—XVIII ст.ст. у Східному Туркестані (Кашгарія) існувала держава уйгурів (так звана теократична держава ходжів), яка 1759—1760 рр. була захоплена маньчжурськими володарями Китаю. На новій території китайський уряд утворив провінцію Синьцзян, де розмістив китайсько-маньчжурські війська, військові загони солонів, даурів з Маньчжурії. Також 1764 року у долину річки Ілі владою було переселено декілька тисяч сибо. Національне пригнічення та жорстока експлуатація викликали масові повстання уйгурів супроти маньчжуро-цінських поневолювачів. Боротьба уйгурів проти маньчжурського ярма тривала довго, поки у 1864–1867 роках під час чергових повстань, підтриманих дунганськими утікачами, державність серед уйгурів була відроджена. У Східному Туркестані було утворено 5 держав — Кучарське ханство, Дунганське ханство (невдовзі перейменоване на Урумчинський султанат), Хотанське ханство, Таранчинський (Ілійський) султанат та Кашгарське ханство. У межах зазначених держав було об'єднане все мусульманське населення Синьцзяну: уйгури, дунгани, казахи, таджики, киргизи. Одначе загроза зі сторони Цінської імперії спонукала до згуртування уйгурських держав на основі найбільш могутнього Кашгарського ханства, яким керував Мухаммед Якуб-бек. Згодом усі султанати, ханства, емірати Східного Туркестану опинилися під владою Кашгара. Нова держава отримала назву Єттишар. Уйгурську державу на той час визнали Османська, Російська і Британська імперії. Але у Китаю були свої погляди на землю уйгурів. Уже 1877 року за допомогою військ Цінська імперія відновила свою владу над усім Синьцзяном. Наслідком вказаних завоювань стали страти тисяч мусульман краю, переселення частини уйгурів у межі Російської імперії, посилення національно-релігійного гніту. Проте це лише сприяло подальшій консолідації уйгурського народу, який не полишав надії на визволення.
У 1921 році на з'їзді представників уйгурів у Ташкенті давня самоназва «уйгур» була відновлена як загальнонаціональна.
Двічі — у 1933 і в 1943 роках уйгури скидали китайське ярмо і відновлювали державу (Перша і Друга республіки відповідно). Однак у 1949 році при потуранні СРСР комуністичний Китай окупував і анексував землю уйгурів, приєднавши її до КНР у вигляді Сіньцзян-Уйгурської автономії. Відтоді іде безперестанна боротьба уйгурського національно-визвольного руху проти китайської влади.
Зі знищенням останньої уйгурської державності у 1949 році та з утворенням у 1955 році Сіньцзян-Уйгурського автономного району владою КНР проводиться цілеспрямована політика щодо асиміляції уйгурів, насамперед шляхом масового переселення на територію СУАР етнічних ханьців та штучного обмеження народжуваності серед корінного уйгурського населення. Попри досягнення під владою КНР у галузях освіти, охорони здоров'я, культури становище уйгурського народу ускладнене демографічною, етнічною та релігійною політикою китайського уряду. Національна політика Китаю спрямована на асиміляцію, «розчинення» уйгурського етносу. Так, 1949 року, на початку окупації, в Уйгурстані налічувалося близько 300 тисяч китайців, включаючи 100-тисячну армію Гоміньдану. Сьогодні, за неофіційними даними, від 15 до 18 млн етнічних китайців переселено сюди. Тенденція зростання чисельності у регіоні спостерігається й досі. Так, за переписом 2000 року частка уйгурів у Синьцзяні становила 45 % (хоча у 60-ті роки XX ст. вона становила 70 %), а в той час ханьців — майже 41 %.
За таких умов у середовищі уйгурів йде зростання ісламського екстремізму і у відповідь на це репресій з боку держави.

### Геноцид уйгурів у Сінцзяні

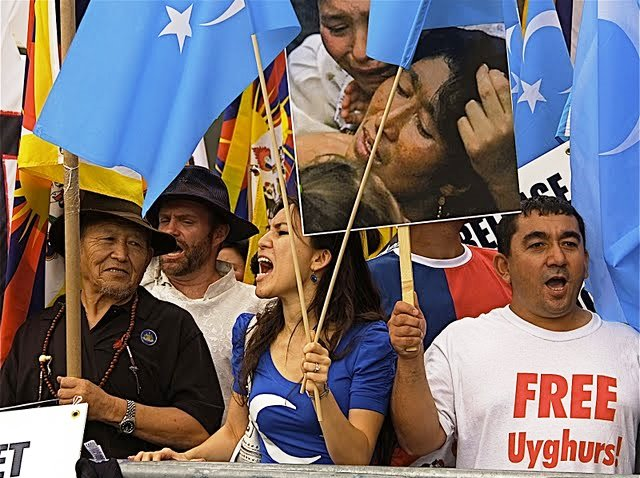
Протестувальники з прапорами Східного Туркестану біля будівлі ООН

З 2014 року уйгури в Сіньцзяні страждають від широкого контролю і обмежень, які китайський уряд наклав на їхнє релігійне, культурне, економічне і соціальне життя. У Сіньцзяні китайський уряд розширив поліцейський нагляд, щоб стежити за ознаками «релігійного екстремізму», яке включає володіння книгами про уйгурів, відрощування бороди, наявність молитовного килимка, відмова від куріння або вживання алкоголю. Уряд також встановив камери в будинках приватних осіб.
Крім того, не менше 120 000 (а можливо, й більше 1 млн) уйгурів містяться в таборах масового утримування, які називаються «таборами перевиховання», метою яких є зміна політичного мислення ув'язнених, їхньої особистості та релігійних переконань. У деяких з цих закладів ув'язнені утримуються цілодобово, в той час як в інших їх звільняють на ніч, щоб вони могли повернутися додому. Відповідно до оперативних процедур китайського уряду, головною особливістю таборів є забезпечення прихильності ідеології Комуністичної партії Китаю. Ув'язнені постійно перебувають у полоні в таборах протягом як мінімум 12 місяців в залежності від їхніх результатів тестів з китайської ідеології. New York Times повідомила, що в'язні зобов'язані «співати гімни, що вихваляють Комуністичну партію Китаю, і писати есеї з „самокритикою“», а також піддаються фізичному і словесному насильству з боку тюремної охорони. Китайським чиновникам іноді доручають стежити за сім'ями нинішніх співкамерників, а жінки затримуються через дій їхніх синів чи чоловіків.
2017 року Human Rights Watch опублікувала звіт, в якому говорилося: «Представники китайського уряду повинні негайно звільнити людей, що утримуються в незаконних центрах "політичної просвіти" в Сіньцзяні, і закрити їх». Інтернування, поряд з масовим стеженням і впровадженням співробітників спецслужб в уйгурські сім'ї, призвело до поширення звинувачень КПК в культурному геноциді. Зокрема, було встановлено, що масштаби операції подвоїлися за 2018 рік. Супутникові дані свідчать про те, що за період з 2016 по 2018 роки Китай знищив понад два десятки уйгурських мусульманських релігійних об'єктів.
Спочатку уряд заперечував існування таборів, але потім змінив свою позицію, заявивши, що табори служать для боротьби з тероризмом і надання професійної освіти уйгурському народу. Активісти закликали відкрити табори для відвідувачів, щоб довести їхню функцію. Ряд ЗМІ повідомляють, що більшість в'язнів таборів насильно утримуються у тяжких антисанітарних умовах, піддаючись політичній ідеологічній обробці. Тривалі періоди ізоляції між уйгурськими чоловіками і жінками були розтлумачені деякими аналітиками як спроба придушити розмноження уйгурів, щоб змінити етнічну демографію країни.
Станом на початок 2025 року, як повідомила Human Rights Watch, китайська влада частково зняла обмеження на пересування уйгурів усередині країни, проте їх можливості виїзду за кордон, зокрема для зустрічей із родичами, залишаються значно обмеженими.

## Розселення та кількість уйгурів

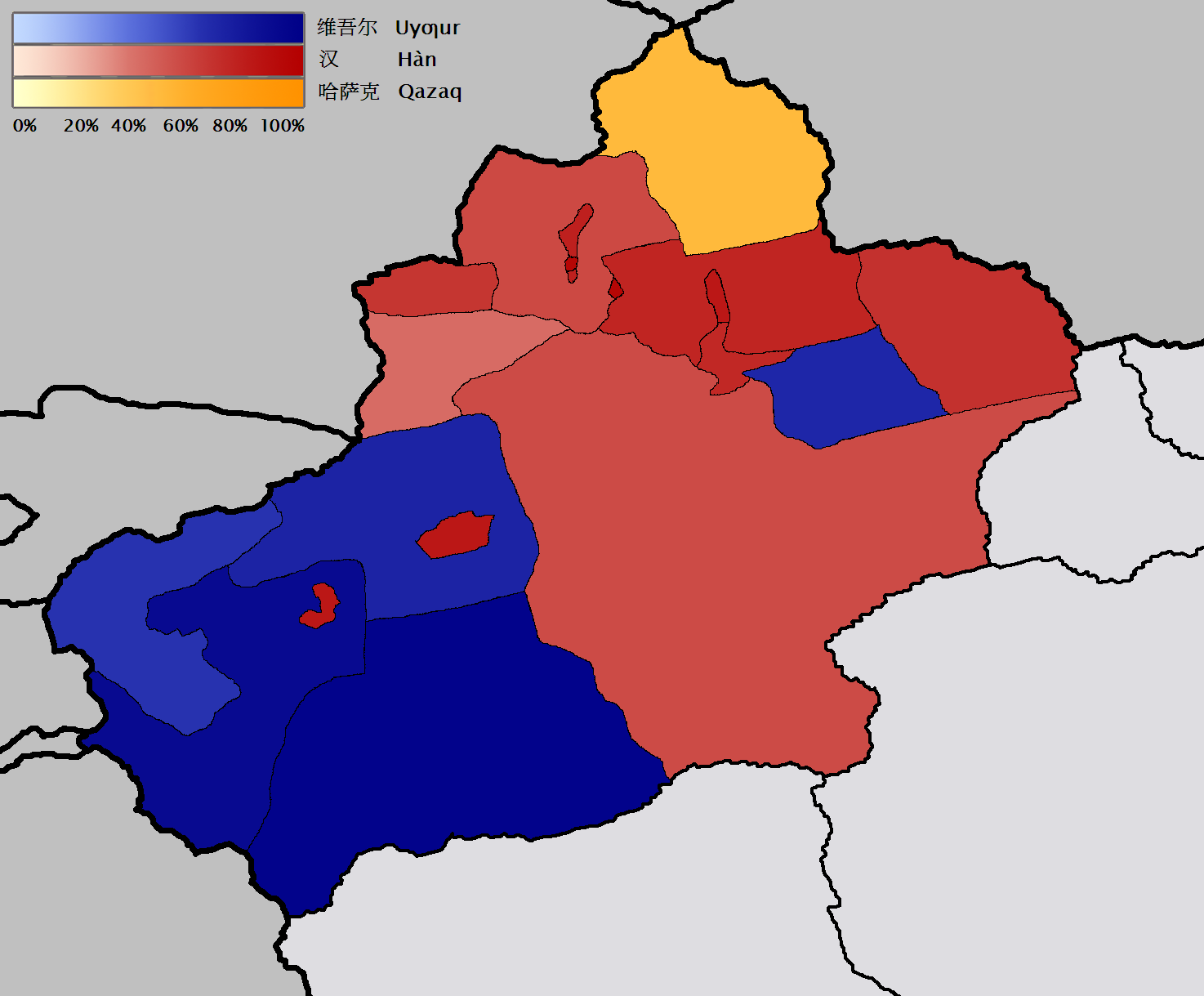
Унаслідок цілеспрямованої державної політики ханської міграції, етноареал уйгурів розмитий ханськими мігрантами, 80 % уйгурів СУАР проживають на південному заході (в округах: Кашгар, Хотан, Кизилсу-Киргизька автономна префектура і Аксу, також великі анклави уйгурів є у Кумулі, Турфані, Урумчі, Тачені, Ілі, та в районі Лобнора).

Загальна кількість уйгурів перевищує 10 млн осіб. З них понад 9,5 млн чоловік мешкає у Східному Туркестані (Синьцзян-Уйгурському автономному районі), а також в інших областях Китаю, зокрема у великих містах. Незначний за чисельністю анклав уйгурів близько 7 тис. осіб проживає у провінції Хунань, на південному сході КНР, де вони мешкають вже декілька століть.
Уйгурська спільнота кількістю 0,5 млн осіб проживає за кордоном, насамперед у республіках Центральної Азії. Чисельність центральноазійської громади уйгурів становить приблизно 360 тис. чол. — у Казахстані приблизно 250 тис. осіб (переважно в Алматинській області), в Киргизстані приблизно 60 тис. осіб, в Узбекистані приблизно 50 тис. чоловік, у Туркменістані близько 3 тис. осіб.
Більш-менш великі уйгурські діаспори є у Турецькій Республіці (близько 40 тис. осіб), Саудівській Аравії (приблизно 30 тис. осіб), Пакистані (близько 10 тис. чоловік). Крім того, уйгури розселені по всіх розвинутих країнах світу.
Для уйгурської громади є характерна традиційна самоорганізація у вигляді малля, на чолі якої стоять виборні старійшини жегіт-беши (йїгіт-беши). Зазвичай громади входять до уйгурських громадських організацій, які об'єднуються в єдину організацію, якою є Світовий уйгурський конгрес.

## Етнографічні групи уйгурів
Історично сучасний уйгурський народ формувався у складних політико-географічних умовах регіону Східного Туркестану, з віддалених одна від одної територіальних груп населення, найчастіше різного етнічного походження. Тепер в уйгурському етносі зберігається поділ на етнографічні групи (субетноси) — юрти (уйг. юртлар).
Уйгурські субетноси або юрти — історично сформовані субетноси (етнографічні групи) уйгурів, які мають відмінні одна від одної звичаї, традиційний одяг, говір чи діалект, а також інколи і зовнішній антропологічний тип, музику та етнічне походження. Історично уйгурський етнос складався у складних географічних умовах пустелі Такла-Макан, де проживання людей могло бути лише у віддалених один від одного оазисах, які часто ставали окремими містами-державами зі своїми традиціями державності, релігією, етнічним походженням.
У сучасній уйгурській мові існує три діалекти та десятки говорів, на окремих діалектах розмовляють хотанці — хотанський або південний діалект, лобнорці — лобнорський або східний діалект. Також деякі лінгвісти в окремий діалект виділяють говір абдал. Усі інші субетноси уйгурів розмовляють різними говорами північно-західного, або центрального, діалекту, кашгарці кашгарським говором, турфанці турфанським говором, кульджинці ілійським говором, атушці атушським говором. Центральний діалект ліг в основу сучасної літературної уйгурської мови.
Етнографічні групи уйгурів:
| - турфанці (уйг. турпанлиқләр) - кашгарці (уйг. қәшқәрлиқләр) - комульці (уйг. қумуллуқлар) - хотанці (уйг. хотәнликләр) | - аксуйці (уйг. ақсулуқлар) - яркендці (уйг. яркәндликләр) - долани (уйг. доланлар) - лобнорці (уйг. лопнурлуқлар) | - чугучакці (уйг. чөчәкликләр) - учтурфанці (уйг. учтурпанлиқләр) - кульджинці (уйг. ғулҗилиқлар) - атушці (уйг. атушлуқлар) | - кучарці (уйг. кучарликлар) - корлінці(уйг. корлалиқләр) - мачини (уйг. мачинләр) - полурці (уйг. полурлуқлар) |  | - абдали (уйг. абдаллар) |  |

## Антропологічні риси уйгурів
Для більшості уйгурів характерна Паміро-ферганська раса . Також серед уйгурського народу поширені і європеоїдні та монголоїдні антропологічні типи, насамперед перші.
Південні субетноси (кашгарці, хотанці, атушці, яркендці) у переважній більшості належать до європеоїдної раси, її паміро-ферганського типу, лобнорці, турфанці та кумульці монголоїдні і змішаного типу, кульджинці, аксуйці, учтурфанці, чугучакці, кучарці, корлинці змішаного типу.
Антропологічні відмінності уйгурських субетносів пояснюються тим, що історично північні регіони частіше контактували з монголоїдними народами, на відміну від південних. З південних уйгурів яскраво виражену монголоїдність має нечисленний субетнос полурців, що обумовлено тибетським походженням цієї групи уйгурів, а також долани, які проживають південніше Кашгара та ведуть своє походження від монгольських племен.

Фотогалерея
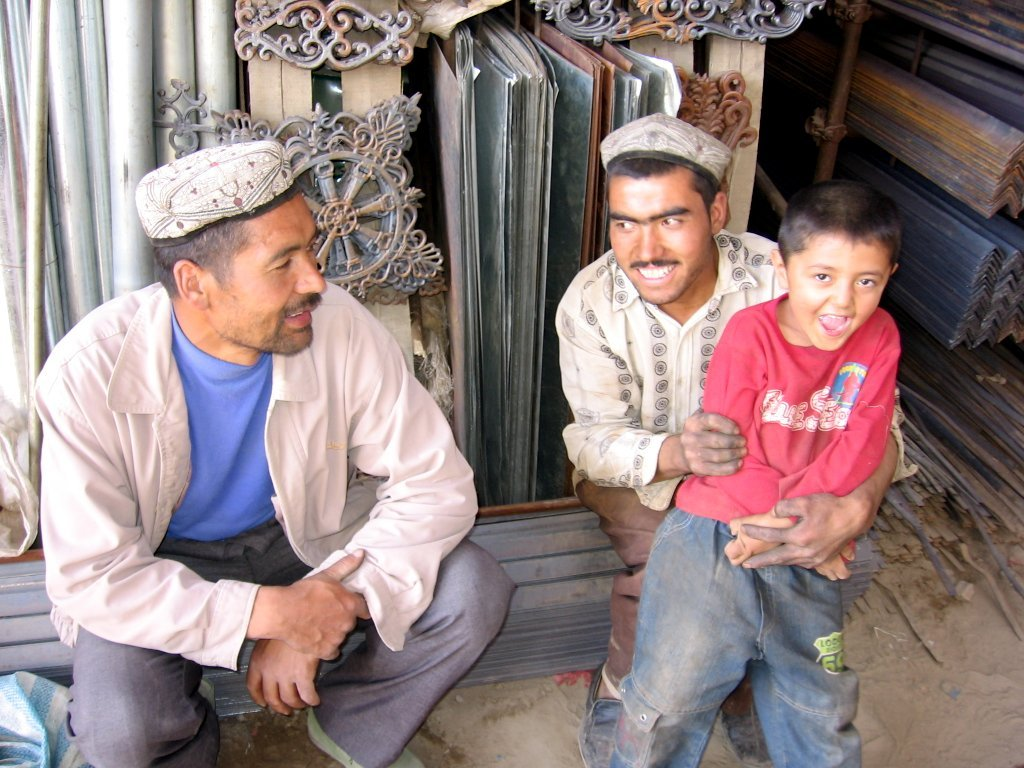
хотанці-торговці
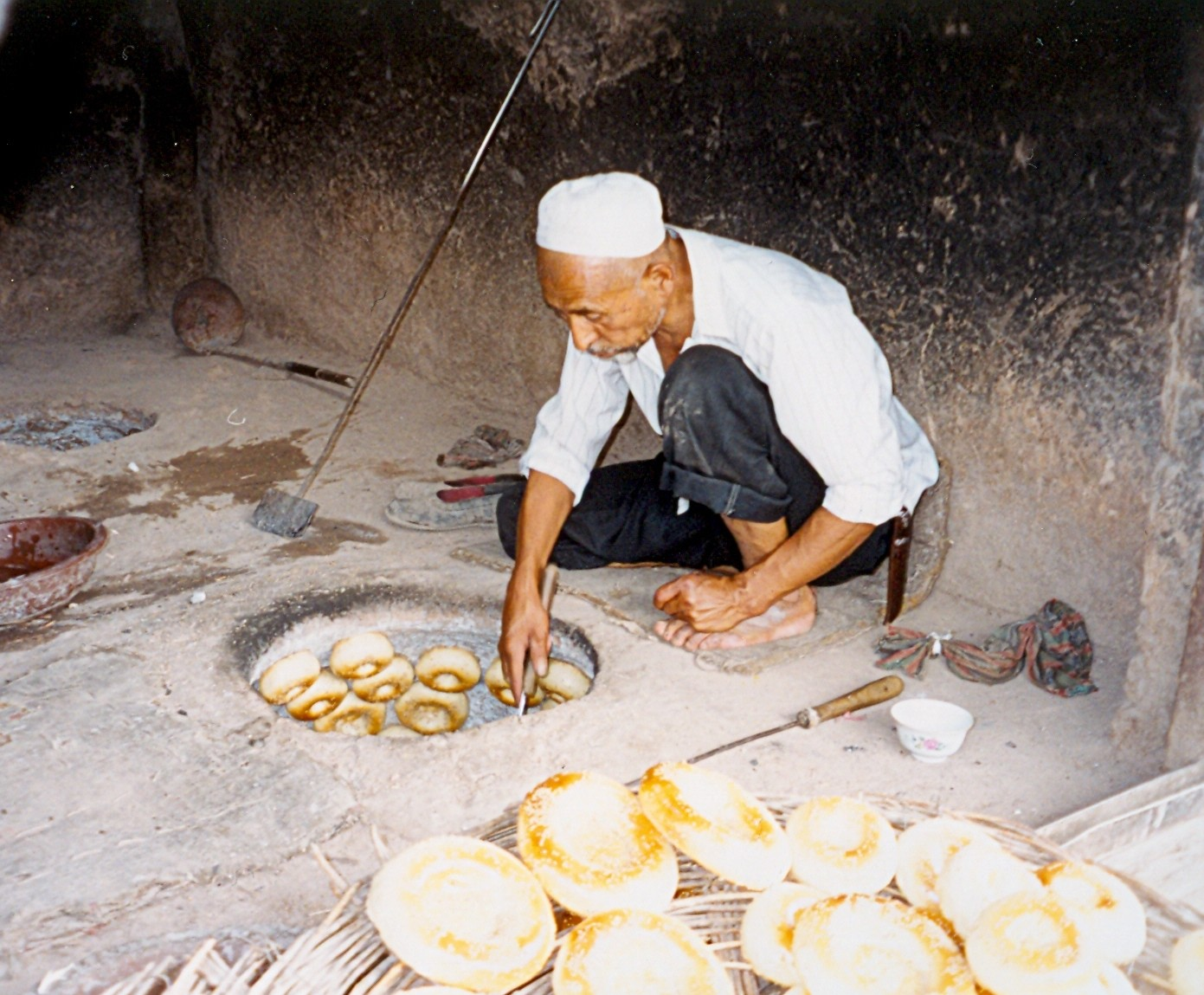
кашгарець, пекар

## Мова та писемність
Головна стаття: Уйгурська мова
Сучасна уйгурська мова (новоуйгурська) є прямим спадкоємцем уйгурсько-караханідської мови. Належить до карлуцької групи тюркських мов. Поділяється на три основні діалекти: центральний, або північно-західний (говори урумчинський, кульджинський, кашгарський, яркендський, атушський, аксуйський, турфанський, уштурфанський, кучанський, карашарський, корлинський, кумульський тощо), південний (хотанський) та східний (лобнорський).
Упродовж історії уйгури та їх предки змінили декілька систем писемності. Приблизно у 6 сторіччі предки уйгурів на основі согдійського письма створили давньоуйгурське письмо. Уйгурське письмо набуло великого поширення серед східних народів (тюрки, монголи, маньчжури) та було одним з офіційних писемностей у Монгольській імперії та державі Тімуридів. Цей вид писемності кількома групами уйгурів (турфанці, кумульці) ще використовувався аж до XVI ст.
Починаючи з Х ст., з прийняттям частиною корінного населення Східного Туркестану (кашгарці, атушці, яркендці, хотанці) ісламу, серед уйгурів розповсюджується арабське письмо, яке поступово до XVI сторіччя остаточно витісняє давньоуйгурську писемну систему і яке понині використовується уйгурами Синьцзяну. Натомість уйгурами Центральної Азії (Казахстан, Киргизстан, Узбекистан) використовується письмо на основі кирилиці, яку запроваджувала радянська влада для всіх народів Туркестану.

## Релігія. Культура. Традиції

### Обряд (віра)
Абсолютна більшість уйгурів — мусульмани-сунніти ханафітського мазхабу. Останнім часом широкого розповсюдження набув салафізм. Прийняття ісламу предками уйгурів належить до періоду правління караханідського володаря Сутук Абдукерім Бограхана (X сторіччя).

### Культура
Традиційні зайняття уйгурів — торгівля, землеробство та різноманітні ремесла, випасне тваринництво.
Уйгури створили багату і своєрідну культуру (монументальна культова архітектура, музичні та літературні твори), яка справила значний вплив на культуру багатьох народів Сходу.
Див. також: Уйгурські муками.
Уйгурська архітектура
| |  | |  |                                                                                         |
| Печера Мин Уй («Тисяча будинків»), архітектура доісламського періоду, 8-10 ст.ст., Безеклік, Турфан, Східний Туркестан (СУАР) |  | Мавзолей султана засновника Караханідської держави Сутук Абдукерім Бограхана (X ст.), м. Артуш, Східний Туркестан (СУАР) |  | Мавзолей володарів Яркендського ханства, 16-18 ст.ст., Яркенд, Східний Туркестан (СУАР) |

Уйгурську архітектуру можна умовно поділити на два історичні періоди — архітектура доісламська та ісламська.

### Традиції
Серед уйгурів до сьогодення поширені чоловічі спілки, «оттуз огул». «Оттуз огул» у перекладі з уйгурської мови — «тридцять парубків», у спілку вступають чоловіки певної вікової групи, які очолюються виборними лідерами. У функції «оттуз огул» входять взаємодопомога та загалом підтримка членів спілки будь-яким способом.
«Машряп» — загальні збори членів спілки «оттуз огул». Ритуал проведення «машряпу» розробляється до дрібниць, аж до того, в який момент яку позу повинні приймати його учасники. Поміж судових вироків машряпу є, наприклад, обливання водою поставленого до стіни винного — імітація побиття камінням чи стрілами, прив'язування винного в арикі[уточнити] до дерева на березі, відіслання ночувати на цвинтар, імітація крику тварин та пташок (півня, віслюка, барана) тощо. Раніше практикувалася система штрафів: справляли[уточнити] баранів (вносили відповідну кількість яблук), верблюдів (гранат), коней (грушок), корів (сливок).
У теперішній час, після подій 1997 року у Кульджі, китайським урядом офіційно заборонені «машряпи». Проте уйгури від своїх традицій не відмовляються.
В уйгурських родинах існує традиція, згідно з якою молодший або єдиний син залишається у будинку батьків, а старші, створивши сім'ю, відокремлюються від батьків.
Шлюби укладаються виключно між одновірцями, суворо забороняється віддання дівчат заміж за іновірця. За традицією вирішальним чинником при виборі нареченого (невістки) виступає воля батьків. Акт укладення шлюбу має бути підтверджений духовною особою — ахуном, імамом. Відповідно до звичаїв, після зачитання імамом сури з Корану молода пара, що бере шлюб, з'їдає перепічку, яка вимочується у солоній воді.

## Світлини

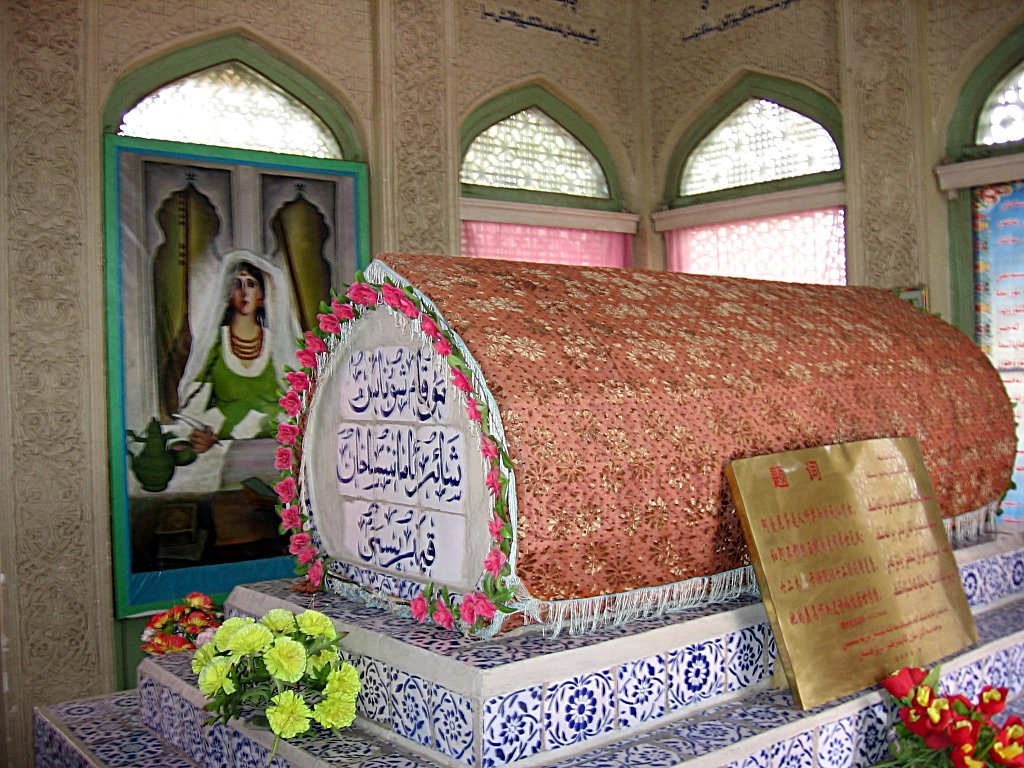
Гробниця Амманісахан (дружина султана Абдурашітхана, збиральниця уйгурського мукама) 16 ст., Яркенд
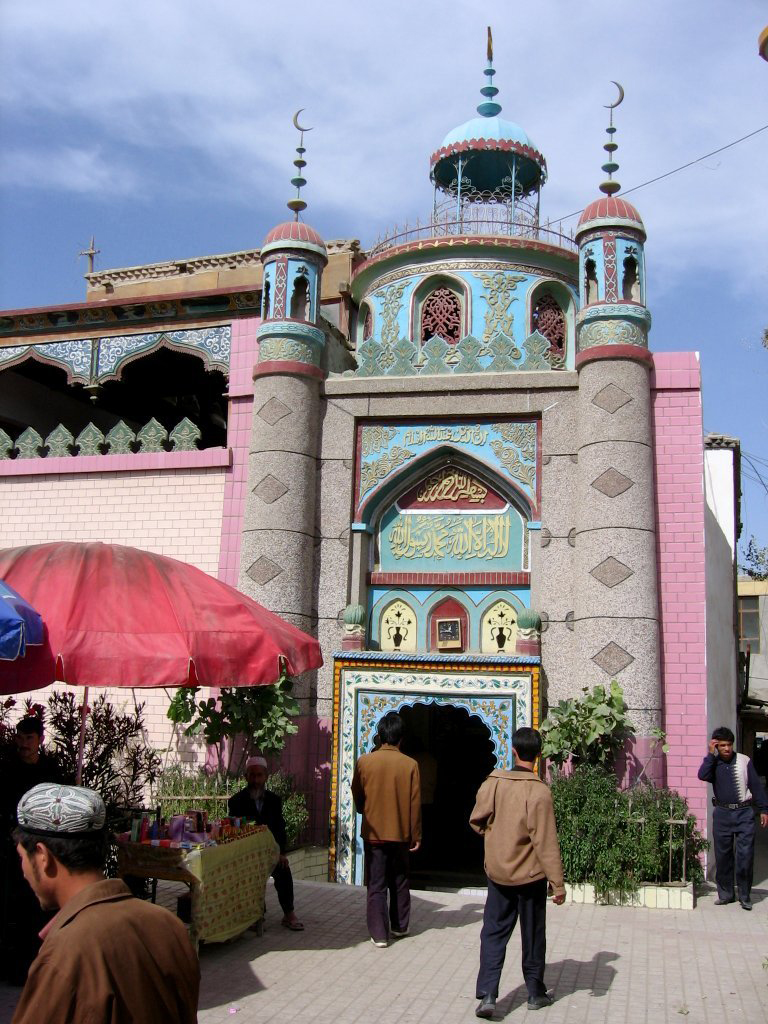
Мечеть у традиційному уйгурському стилі архітектури, Хотан
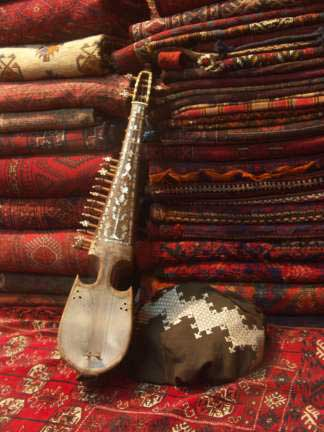
Рубаб, традиційний музичний інструмент
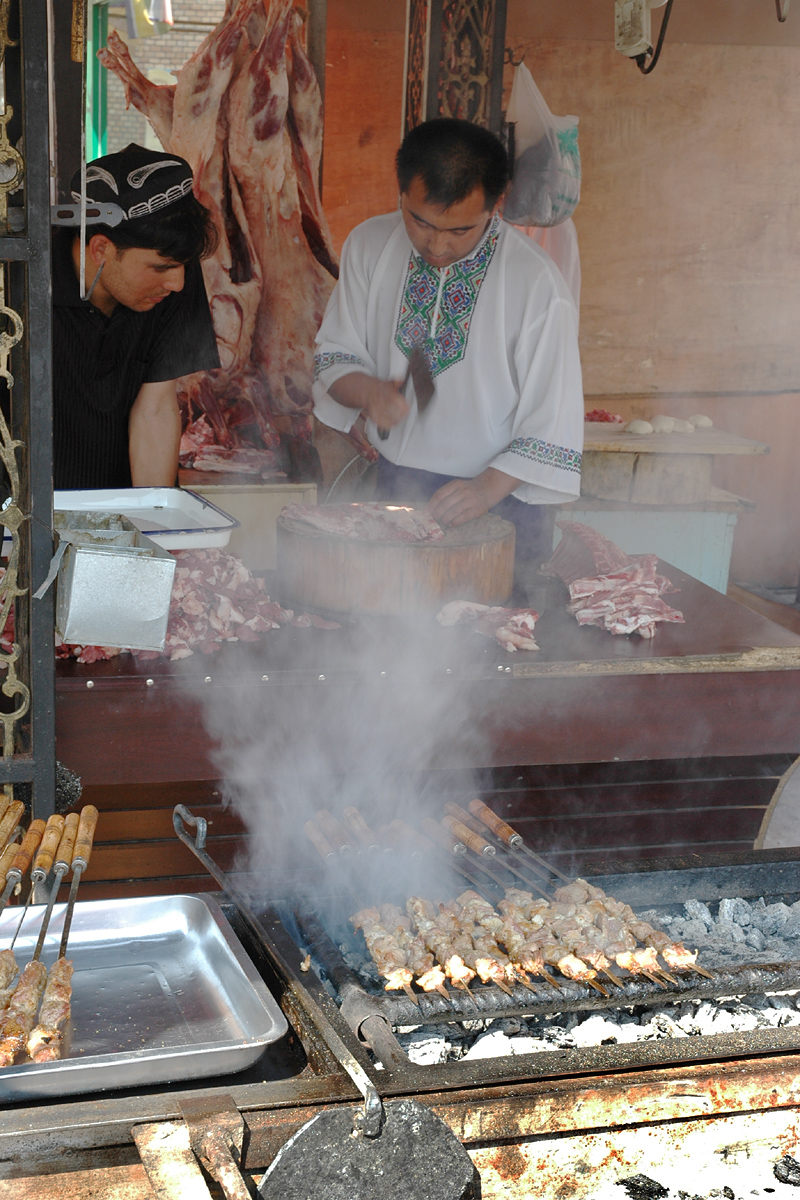
Уйгурська кухня, шашлична